# Opera Mail
Opera Mail, antiguamente conocido como M2, es un cliente de correo electrónico, lector de noticias, cliente IRC y agregador de fuentes diseñado por Opera Software. Emplea el motor de renderizado Presto. Desde el 11 de junio de 2013 Opera Mail se ofrece como una aplicación separada del navegador Opera. Anteriormente venía integrado dentro del navegador.
Como aplicación independiente, Opera Mail está disponible solamente para Windows. Opera Mail para OS X y GNU/Linux se consigue en la versión 12.16 y anteriores del navegador Opera. 
Opera Mail no tiene ya soporte técnico ni actualizaciones de seguridad, ni tampoco está disponible para descarga. Por todo ello, aún sin un comunicado oficial, se considera que el producto ya no existe. 

## Características
- Acceso a grupos de noticias.[3]
- Agregador de fuentes RSS, Atom y NNTP.
- Cliente IRC.
- Corrector ortográfico.
- Correo HTML.
- Etiquetas y filtros automáticos.[4]
- Filtro de spam automático y bayesiano.
- Interfaz configurable en tres columnas (Barra lateral de la derecha, Lista de mensajes y Previsualización del mensaje).[3][2]
- Interfaz con pestañas.[4]
- Soporte de protocolos de correo IMAP, POP3 y SMTP.[2]
- Vista en hilos para las discusiones.[4]

## Opera Mail portable
El programa instalador oficial de Opera Mail da la opción de guardar a Opera Mail como aplicación portátil. Los sitios web Opera@USB y PortableApps.com ofrecen versiones portables autorizadas por Opera Software.